# Messor barbarus
Messor barbarus ist eine im Mittelmeerraum verbreitete Art der Ernteameisen.

## Merkmale
Wie bei fast allen Arten der Gattung Messor, so sind auch hier extreme Größenunterschiede der Arbeiterinnen zu erkennen. Die Arbeiterinnen sind glänzend schwarz, die größten (Majores) teilweise rötlich, und werden 3 bis 13 Millimeter groß. Die Königin ist glänzend schwarz mit meist rotem Kopf und selten mit einem roten Gaster. Sie erreicht eine Größe von zirka 13 bis 15 Millimeter. Die Art ist am Kopf relativ kurz behaart, eine auffallende Gruppe nach vorn gekrümmter Borsten, die Psammophore, ist im Gegensatz zu vielen verwandten Arten nicht ausgebildet.
Ähnlichste gemeinsam mit Messor barbarus auftretende Art ist Messor capitatus, mit der sie in eine gemeinsame Artengruppe gestellt wird. Die Arten sind am besten an großen Arbeiterinnen (Majores) unterscheidbar. Bei diesen ist das Propodeum bei Messor barbarus oben abgerundet, bei Messor capitatus eckig. Außerdem ist der Kopf dieser Arbeiterinnen bei Messor barbarus deutlich rötlich gefärbt, während Messor capitatus einfarbig schwarz ist.

## Verbreitung und Lebensraum
Messor barbarus ist in Grasfluren (einschließlich Kulturland), Macchien und Felsheiden des westlichen Mittelmeerraumes einschließlich Nordafrikas verbreitet. Meist ältere Literaturangaben aus anderen Regionen werde heute in der Regel anderen Arten zugeordnet. So kommt sie, entgegen älteren faunistischen Angaben, weder in der Türkei noch im Iran vor. Auch alle Angaben vom Balkan gelten heute als zweifelhaft.

## Lebensweise
Nester von Messor barbarus können einige Tausend Arbeiterinnen enthalten. Sie werden von einer einzelnen Ameisenkönigin gegründet und enthalten auch später nur eine Königin (claustral und monogyn). Die Arbeiterinnen sind tagaktiv, meiden aber im Hochsommer die heißen Mittagsstunden. Je nach Fundort wird zumeist eine verkürzte Winterruhe von November bis März eingehalten. In dieser Zeit sind die Tiere nur wenig aktiv und ernähren sich von ihren das ganze Jahr über eingetragenen Samenkörnern. Ebenso wird während der Winterruhe keine neue Brut aufgezogen.
Diese Ernteameisen verwenden neben ihren Pheromon-markierten Straßen zur Orientierung auch den Stand der Sonne. Sie können anhand der Tageszeit und dem Winkel zur Sonne sicher den Weg zurück zum Nest finden. Dieses Verhalten erlernen sie im Laufe ihres Arbeiterinnenlebens.

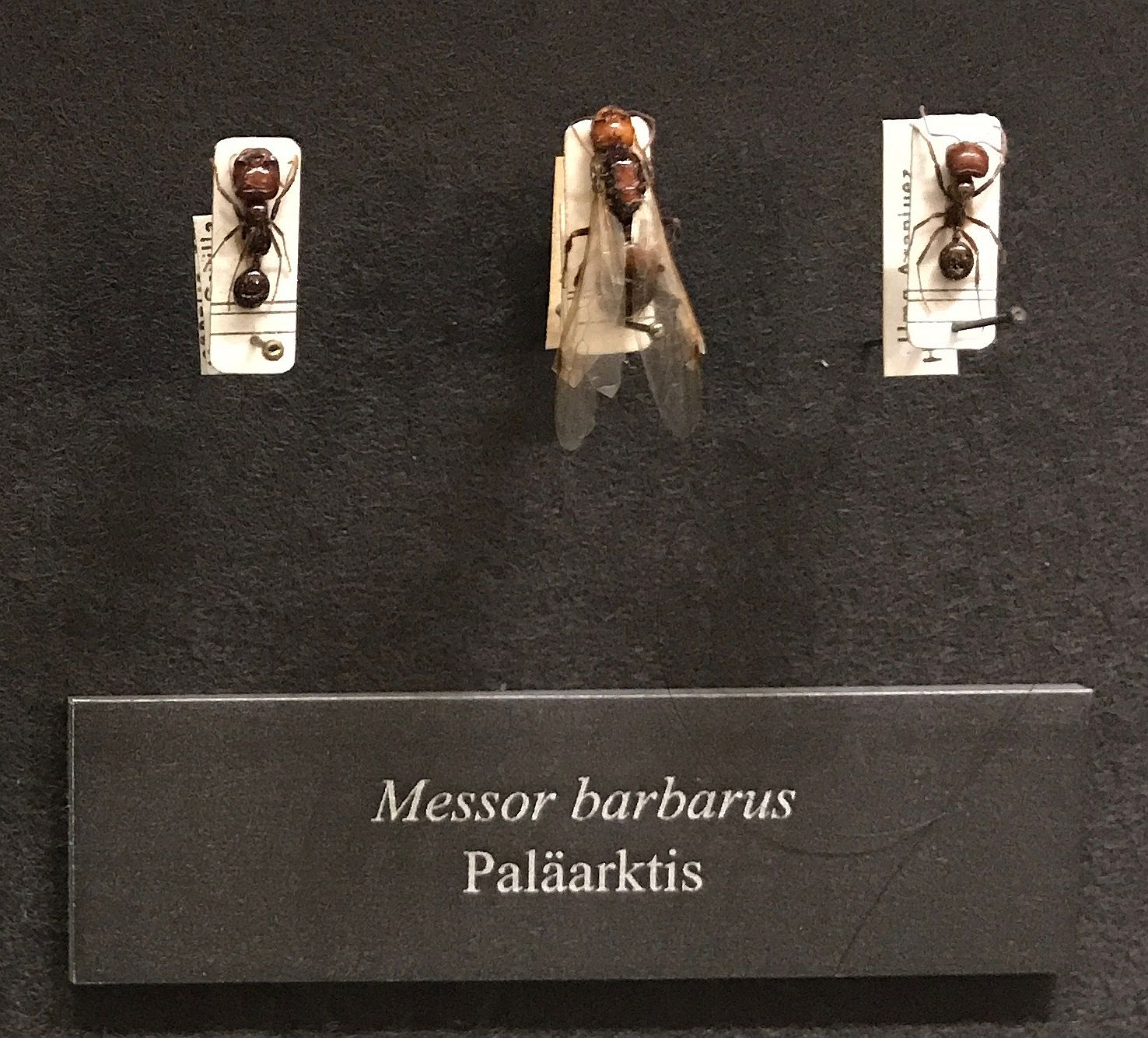
Präparat von Arbeiterin und Königin

## Ernährung
Anders als die meisten Ameisenarten ernährt sich Messor barbarus wie alle Ernteameisen fast ausschließlich von Samenkörnern, welche sie vom Frühjahr bis zum Herbst eintragen. Messor barbarus ist dabei die häufigste und ökologisch bedeutsamste Ernteameisenart im Mittelmeerraum. Die untersuchten Populationen trugen zu über 90 Prozent Samen ein, daneben gelegentlich andere Pflanzenfragmente, selten auch Flechten oder tote Insekten. Die Art zeigt deutliche Präferenzen für bestimmte Samenarten, durch ihre Häufigkeit und oft hohe Dichte beeinflusst sie dadurch die Verbreitung und Häufigkeit der Pflanzenarten in ihrem Lebensraum. Durch den Fraß der Samen beeinflusst sie die Pflanzenarten negativ, andererseits kann sie Samen umhertragen, dann andernorts fallen lassen und dadurch ausbreiten, wenn auch aufgrund der effizienten Erntetechnik nur wenige (unter 1 Prozent). Die Samen einiger Pflanzenarten besitzen Merkmale, die als Anpassungen an Ernteameisen gedeutet werden, so werden zum Beispiel Samen des Asphaltklees von der Art gesammelt, aber später wegen der harten Schale meist wieder aussortiert und so verbreitet. Neben den Karyopsen von Gräsern werden Samenkapseln von Binsen und die Achänen einiger Korbblütler bevorzugt gesammelt, generell werden große (insbesondere lange) Samen bevorzugt.
Wie viele Ernteameisenarten bildet Messor barbarus stabile, längere Zeit genutzte Straßen ("trunk trails") vom unterirdischen Neststandort zu ergiebigen Nahrungsrevieren aus, die von Hindernissen freigehalten werden. Die Pfade werden durch ein Pheromon aus den Dufour'schen Drüsen chemisch markiert. Die Straßen werden gegen koloniefremde Ernteameisen derselben und anderer Arten verteidigt. Dadurch kommt es zu einer Aufteilung des Lebensraums in Nahrungsterritorien. Häufig lassen Arbeiterinnen Samen auf halbem Wege fallen, die von weiteren Arbeiterinnen aufgenommen werden; so bilden sich regelrechte Transportketten aus.